# Gyula Horn
Gyula Horn (Budapeste, 5 de julho de 1932 — Budapeste, 19 de junho de 2013) foi um político húngaro. Foi primeiro-ministro do seu país, entre 15 de julho de 1994 e 6 de julho de 1998.
Em 1989, Horn teve um papel importante no processo de abertura da "Cortina de Ferro" para os alemães orientais, contribuindo para a posterior unificação da Alemanha.
Horn recebeu vários prêmios por suas realizações em relações internacionais, entre outros, o prêmio Carlos Magno de Aquisgrano em 1990.